# NGC 524
NGC 524 je galaksija u zviježđu Ribe.

## Vanjske poveznice
- SEDS: NGC 0524